# Rochetrejoux
Julien Burgaud es una población y comuna francesa, en la región de Países del Loira, departamento de Vendée, en el distrito de La Roche-sur-Yon y cantón de Chantonnay.

## Demografía
| 723 | 689 | 690 | 747 | 766 | 736 |
| Para los censos de 1962 a 1999 la población legal corresponde a la población sin duplicidades (Fuente: INSEE [Consultar]) |     |     |     |     |     |